# كوكال أسود
كوكال أسود (الاسم العلمي: Centropus grillii) (بالإنجليزية: Black Coucal)‏ هو نوع من الطيور يتبع جنس الكوكال من فصيلة طيور الوقواق.